# Sedella (Málaga)
Sedella ist eine Gemeinde (municipio) mit 600 Einwohnern (Stand: 2024) in der Provinz Málaga in der Autonomen Region Andalusien im Süden Spaniens.

## Geographie
Die Gemeinde liegt etwa 54 Kilometer von der Provinzhauptstadt Málaga, 23 Kilometer von Vélez-Málaga und 8 Kilometer von Canillas de Aceituno entfernt. Der Naturpark Sierra de Tejeda, Almijara und Alhama befindet sich nördlich des Dorfes. Der Ort grenzt an Alhama de Granada (Provinz Granada), Arenas, Canillas de Aceituno, Canillas de Albaida und Salares.

## Geschichte
Der Ort wurde in der maurischen Zeit gegründet und hieß zu dieser Zeit Xedalia. Im Jahr 1487 wurde der Ort von den Truppen der Katholischen Könige eingenommen.

## Bevölkerungsentwicklung
| 1842  | 1900  | 1950  | 1980 | 1990 | 2000 | 2010 | 2020 |
| ----- | ----- | ----- | ---- | ---- | ---- | ---- | ---- |
| 1.484 | 1.689 | 1.592 | 935  | 470  | 513  | 672  | 600  |

## Sehenswürdigkeiten
- Kirche San Andrés
- Casa Torreón